# 塚谷泰生
塚谷 泰生（つかたに やすお、1957年 - ）は、日本の実業家。1990年代以降、デンマークとオランダに居住し、ヨーロッパ全域で食品、機械関連事業を手がける。ユーロコミッティ株式会社代表取締役社長で、福岡大学特任講師も務める。

## 来歴
成城高等学校を経て明治大学（農学部）卒業後、1982年に日商岩井（現・双日株式会社）に入社。1990年より日商岩井北欧会社（本社・コペンハーゲン）に赴任、同社取締役を務め、1992年に退社。同年、ヨーロッパで独立起業、オランダのアムステルダムにKTS EUROPE社を設立した。
ヨーロッパでやきとり専門店「串亭」の多店舗化、フランチャイズ化を進める（オランダ・アムステルダム2店舗、イギリス・ロンドン、ベルギー・ブリュッセル、ドイツ・デュッセルドルフ/ミュンヘン、タイ・バンコクの計7店）。 同時にオランダにて日本食品輸入販売、及び日本食問屋業を始める。日本から、調味料、酒類、アジアから、主に中国、タイより冷凍食品（ニチレイ、味の素等）のヨーロッパへの輸入・ヨーロッパ内販売をおこなった。
その後2006年よりヨーロッパ内にて、日本食製造加工品の開発を始める。日本食品産業ヨーロッパB.V.をオランダ人と共同で設立し、同社で、タイ王国にて主に鶏肉加工品をヨーロッパ向けに開発の上、輸入販売を始める。 同時にヨーロッパ内にて日本食の生産と販売を始める。
2014年帰国し、同年4月、ユーロコミッティ株式会社（日本）を設立。日本製品（機械、食品）のヨーロッパ・アジア向け輸出と、ヨーロッパ及びアジアからの食品の輸入業及び、コンサル業を始める。
現在は日本・ヨーロッパ・アジアを行き来して、日本産品のヨーロッパ向け製品開発と輸出先開拓、ヨーロッパ域内での日本食の製造・販売及びそのコンサルタント、ヨーロッパ産品の日本向け輸入のコンサルタントを主な業務としている。 

## 著書
- 『ヨーロッパで勝つ!ビジネス成功術 日本人の知らない新常識』筑摩書房<ちくま新書>